# Tandbørste
Tandbørsten er et instrument til at fjerne plak-belægninger fra tænderne (tandbørstning). Den består af et plastikhåndtag og nylonbørster
fastgjort til børstehovedet.  Tandbørsten har i tidens løb gennemgået store ændringer, både hvad angår design og materialevalg, henimod de kvalitetsbørster, der i dag er tilgængelige på markedet.
Den mest simple form for tandbørste er en våd finger eller de såkaldte chewing sticks eller miswak, der er afskårne trærødder af sej kvalitet, som fugtes og tygges i den ene ende til en slap kost – det ligner en lille barberkost. Den børster man så tænderne med. Nogen angiver, at man bruger rosenudtræk som tandpasta, men bruges også uden. I umindelige tider har man hos mange folkeslag renholdt tænderne på denne måde, og metoden anvendes stadig rundt om i verden.
Tandbørsten i en form, der minder om de nuværende børster, kan dateres tilbage til omkring 1500 i Kina. Fra 1700-tallet foreligger der europæisk litteratur med beskrivelser af tandbørster designet efter nutidens princip. Der er mest tale om små svinehårsbørster, der blev fremstillet med træskaft. Der er også hos særlig velhavende set rejseetuier med tandbørster bundet af svinehår i skaft af sølv.
I begyndelsen af det 20. århundrede blev træet erstattes med celluloid og lige før Anden Verdenskrig gik man over til at fremstille tandbørster udelukkende af plastmateriale.